# Ohnisko (epidemiologie)
Ohnisko je místo, kde se vyskytuje etiologické agens infekční nemoci, respektive místo, kde se vyskytuje nakažlivé onemocnění. 

## Dělení ohnisek nakažlivých nemocí
- podle druhu etiologického agens:
  - monoetiologické (jeden původce např. virus slintavky a kulhavky)
  - polyetiologické (více původců např. různé bakterie způsobující respiratorní onemocnění)

- podle druhu hostitele:
  - antropotropní (původce postihuje jen člověka)
  - antropozootropní (postihuje člověka i zvířata, např. vzteklina)
  - zootropní (postihuje pouze zvířata)
  - botanotropní (postihuje pouze rostliny)

- podle vzniku
  - antropogenní (vzniklá činností člověka)
  - autochtonní (bez zásahu člověka)

- podle formy
  - manifestní × latentní
  - aktivní × pasivní
  - typická × atypická

- podle místa
  - vymezená
  - difúzní

- podle časového průběhu
  - čerstvá × stará
  - primární × sekundární
  - krátkodobá × dlouhodobá

## Použitá literatura
- Přednášky z epizootologie, VFU Brno